# Moses Goldschmidt
Moses Goldschmidt (* 1873 in Hamburg; † 1943 in Brasilien) war ein deutscher Arzt und ein NS-Opfer.

## Leben
Moses Goldschmidt stammte aus einer angesehenen jüdisch-orthodoxen Kaufmannsfamilie. Er studierte Medizin in mehreren deutschen Städten und ließ sich nach der Promotion als Arzt in Hamburg-Sankt-Georg nieder. 1939 musste er emigrieren, um der Verfolgung durch die Nazis zu entgehen. Seine beiden Söhne hatten sich in Brasilien niedergelassen, um sich dort eine neue Existenz aufzubauen. Seine Tochter hatte er schon vorher nach Paris geschickt, wo sie einen Parsen mit britischer Staatsangehörigkeit heiratete. Mit dem dadurch erworbenen britischen Pass war sie vor der Verfolgung einigermaßen sicher. Als Moses Deutschland verließ, hatte das nationalsozialistische System ihn um seine ganze Habe gebracht. So folgte er seinen Söhnen nahezu mittellos und half ihnen im Geschäft. Er starb 1943 in Brasilien und ist auf dem Friedhof von Tristeza beigesetzt. Seine handschriftlichen Lebenserinnerungen fanden sich in seinem Nachlass. Der Mann seiner Enkeltochter Anita Sundarmi Jay Shroff, Raymond Fromm (Enkelsohn des Julius Fromm) in London, hat die Aufzeichnungen aufbereitet. Sie sind 2004 unter dem Titel Mein Leben als Jude in Deutschland 1873 - 1939 erschienen.

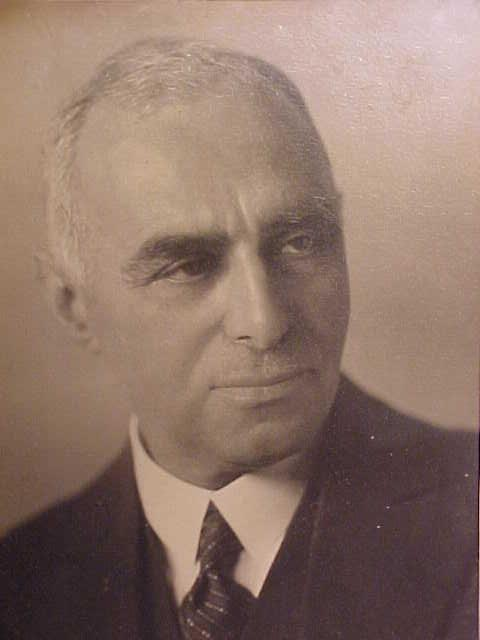
Dr. Moses Goldschmidt
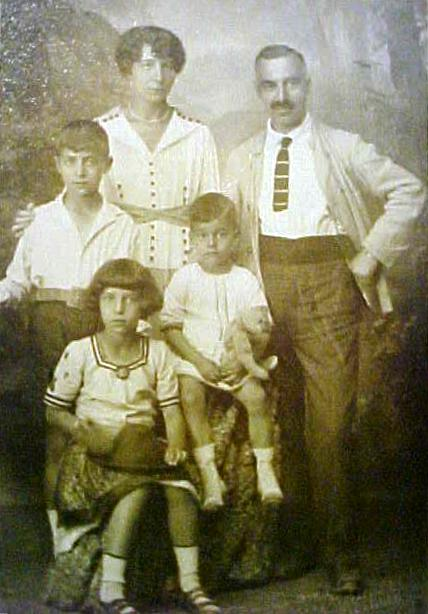
Dr. Moses Goldschmidt und seine Familie
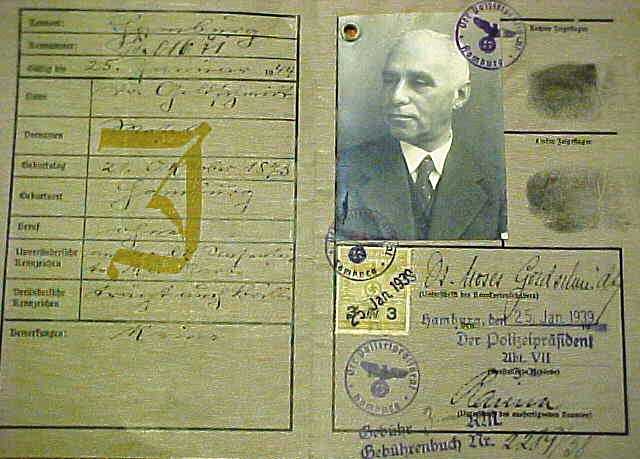
Pass mit „J“ des Dr. Moses Goldschmidt
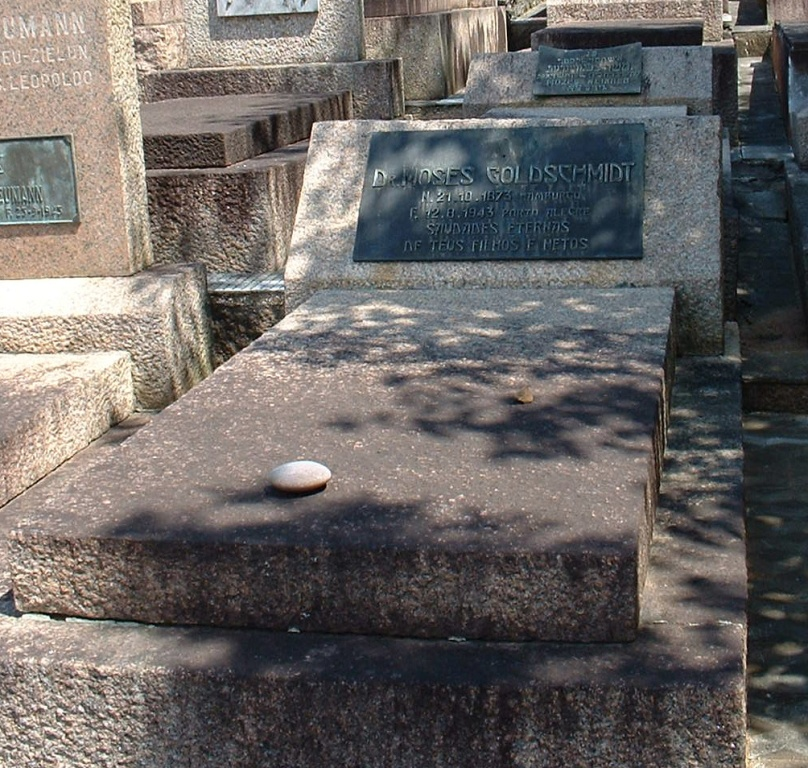
Grab des Dr. Moses Goldschmidt
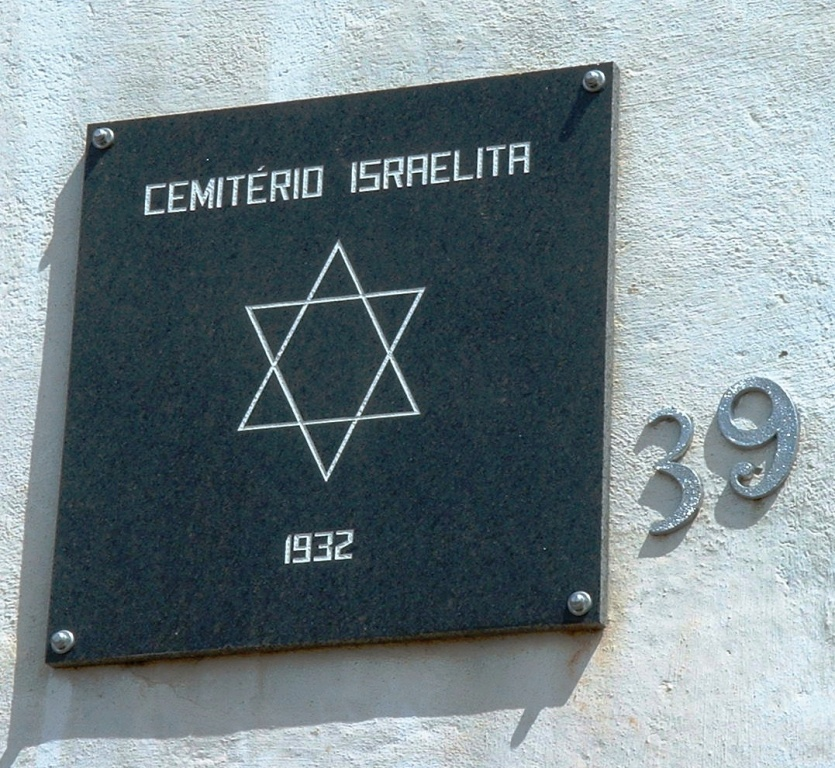
Jüdischer Friedhof in Tristeza/Brasilien

## Werke
- Mein Leben als Jude in Deutschland 1873 - 1939, bearbeitet von Raymond Fromm. Verlag Ellert & Richter, Hamburg 2004, ISBN 3-8319-0176-7.